# Carmen Zapata
Carmen Zapata (Nova Iorque em 15 de julho de 1927 – Los Angeles, 5 de janeiro de 2014) foi uma atriz norte-americana.
Participou de filmes e seriados, conhecida por seus trabalhos em A Assassina (1993), Mudança de Hábito (1992), Mudança de Hábito 2: Mais Loucuras no Convento (1993), O desaparecimento de Garcia Lorca (1996) e a sitcom Um Amor de Família (1987-1997). A atriz também estrelou na novela Santa Barbara (1984-1993)